# Leonte (fiume)
Il fiume Leonte (in arabo  نهر الليطاني‎?, Nahr al-Līṭānī) è un fiume del Libano.

## Percorso
Il Leonte nasce nei pressi della città di Baalbek (arabo Baʿlabakk) e percorre la valle della Beqāʿ (arabo Biqāʿ) per poi sfociare, nel Mar Mediterraneo, a nord della città libanese di Tiro. La stampa internazionale chiama il fiume con un adattamento del nome arabo, Litani; il nome italiano deriva invece dal greco.
Il corso del fiume è stato sbarrato presso la città di Qaraoun al fine di fornire irrigazione ed energia elettrica per la valle della Beqāʿ. Lo sbarramento ha dato luogo al lago di Qaraʿūn che costituisce il maggiore lago artificiale del Libano.

## Storia
Nell'antichità il Leonte rappresentò il confine tra la sfera d'influenza dell'Egitto (durante il Nuovo Regno) e quella del regno ittita.
Nei primi anni di vita di Israele, Moshe Dayan e David Ben Gurion pensarono di invadere il Libano per portare al Litani il confine settentrionale di Israele e garantirgli così l'autosufficienza idrica. Successivamente, a seguito dell'occupazione israeliana, parte dell'acqua del fiume fu pompata in Israele dal 1978 al 2000, data del ritiro israeliano dal Libano . Nel Settembre 1982, durante l'operazione militare "Pace in Galilea" esso costituì il terzo fronte del ritiro israeliano dal Libano, dopo il ripiegamento da Beirut e l'arretramento sul fiume Awali.
Durante la guerra del Libano del 2006 è stato luogo di scontri tra l'esercito israeliano e i militanti di Hezbollah.